# Сорага
Сорага (итал. Soraga) је насеље у Италији у округу Тренто, региону Трентино-Јужни Тирол.
Према процени из 2011. у насељу је живело 713 становника. Насеље се налази на надморској висини од 1215 м.

## Становништво
Према резултатима пописа становништва 2011. у општини је живело 736 становника.
| 1931. | 1936. | 1951. | 1961. | 1971. | 1981. | 1991. | 2001. | 2011. |
| ----- | ----- | ----- | ----- | ----- | ----- | ----- | ----- | ----- |
| 374   | 332   | 439   | 427   | 440   | 519   | 590   | 673   | 736   |